# Списак министара рударства Србије
На овој страни налази се списак министара рударства Србије.

## Република Србија(1991–сада)[1]
| Слика | Почетак мандата   | Крај мандата             | Име и презиме (година рођења и смрти) | Белешка                                                                                  | Странка                       |
| ----- | ----------------- | ------------------------ | ------------------------------------- | ---------------------------------------------------------------------------------------- | ----------------------------- |
|       | 15. јануар 1991.  | 10. фебруар 1993.        | Никола Шаиновић                       | министар рударства и енергетике у влади Драгутина Зеленовића и влади Радомана Божовића   | Социјалистичка партија Србије |
|       | 10. фебруар 1993. | 15. март 1994.           | Владимир Живановић                    | министар рударства и енергетике у влади Николе Шаиновића                                 |                               |
|       | 15. март 1994.    | 24. март 1998            | Драган Костић                         | министар рударства и енергетике у првој влади Мирка Марјановића                          |                               |
|       | 24. март 1998.    | 25. октобар 2000         | Живота Ћосић                          | министар рударства и енергетике у другој влади Мирка Марјановића                         | Југословенска левица          |
|       | 25. октобар 2000. | 25. јануар 2001.         | Србољуб Антић                         | министар рударства и енергетике у влади Миломира Минића                                  | Демократска опозиција Србије  |
|       | 25. јануар 2001.  | 19. јун 2002.            | Горан Новаковић                       | министар рударства и енергетике у влади Зорана Ђинђића                                   |                               |
|       | 19. јун 2002.     | 3. март 2004.            | Кори Удовички                         | министар рударства и енергетике у влади Зорана Ђинђића и влади Зорана Живковића          |                               |
|       | 3. март 2004.     | 15. мај 2007.            | Радомир Наумов                        | министар рударства и енергетике у првој влади Војислава Коштунице                        | Демократска странка Србије    |
|       | 15. мај 2007.     | 7. јул 2008.             | Александар Поповић (политичар)        | министар рударства и енергетике у другој влади Војислава Коштунице                       | Демократска странка Србије    |
|       | 7. јул 2008.      | 14. март 2011.           | Петар Шкундрић                        | министар рударства и енергетике у влади Мирка Цветковића                                 | Социјалистичка партија Србије |
|       | 27. јули 2012.    | 27. април 2014.          | Милан Бачевић                         | министар рударства, природних ресурса и просторног планирања у влади Ивице Дачића        | Српска напредна странка       |
|       | 27. април 2014.   | 28. октобар 2020.        | Александар Антић                      | Министар рударства и енергетике у првој, другој влади А. Вучића и првој влади А. Брнабић | Социјалистичка партија Србије |
|       | 28. октобар 2020. | 26. октобар 2022.        | Зорана Михајловић                     | Потпредседник владе и министар рударства и енергетике у другој влади А. Брнабић          | Српска напредна странка       |
|       | 26. октобар 2022. | тренутно обавља функцију | Дубравка Негре                        | Министар рударства и енергетике у другој влади А. Брнабић                                | независни                     |